# بني عوض
قرية بنى عوض هي إحدى القرى التابعة لمركز ببا في محافظة بني سويف في جمهورية مصر العربية. حسب إحصاءات سنة 2006، بلغ إجمالي السكان في بنى عوض 1481 نسمة، منهم 666 رجل و815 امرأة.